# Paravima plana
Paravima plana is een hooiwagen uit de familie Agoristenidae. De originele naamcombinatie (protoniem) was Vima plana Goodnight & Goodnight, 1949. Een volgende naamrecombinatie werd gepubliceerd als Trinella plana (Goodnight & Goodnight, 1949) of Avima plana (Goodnight & Goodnight, 1949), maar vervolgens gewijzigd.